# Тен-Нэйпел, Дуглас
Ду́глас Ри́чард (Дуг) Тен-Нэ́йпел (англ. Douglas Richard «Doug» TenNapel, 10 июля 1966, Норуолк, Калифорния) — американский художник-мультипликатор, музыкант и писатель. Известен прежде всего как создатель Червяка Джима — мультипликационного персонажа, героя одноимённого мультсериала и серии видеоигр.

## Биография
Родился в Норуолке, затем переехал в Денэр, Калифорния. В период 1980—1984 гг. обучался в средней школе Денэра. В 1984 г. поступил в колледж Пасадина, Сан-Диего, который закончил со степенью бакалавра в 1988 году.

## Карьера
В начале своей карьеры Тен-Нэйпел работал аниматором в мультсериале Attack of the Killer Tomatoes. В 1993 г. он начал работу над видеоиграми Jurassic Park, Ren & Stimpy: Stimpy's Invention и The Jungle Book. В 1994 году он создал червяка Джима, героя видеоигр Earthworm Jim и Earthworm Jim 2 компании Shiny Entertainment, а также мультсериала на основе первой игры. После ухода Дугласа из Shiny под его руководством создаётся квест The Neverhood компании Dreamworks и его продолжение — Skullmonkeys, который стал платформером с двухмерной графикой и выпускался только для игровой консоли Sony PlayStation.
Тен-Нэйпел также является создателем мультсериала Project G.e.e.K.e.R. на канале CBS и продюсером телесериала Push, Nevada с Беном Аффлеком на канале ABC.
В 1998 году начал работу над графическим романом под названием Gear, который впоследствии стал основой для мультсериала Catscratch. По мотивам другого графического романа — Creature Tech, созданного в 2002 году, киностудия 20th Century Fox разрабатывает сценарий для кинофильма.

### Armikrog
В 2013 году Дуг объявил на своей странице в Facebook, что собирается заняться продолжением Neverhood. Несмотря на то, что права на эту вселенную принадлежат Electronic Arts и выкупить их не представляется возможным, Тен-Нэйпел всё равно собирается заняться игрой Armikrog. Новая вселенная, но тот же жанр, что и Neverhood, новые персонажи, но пластилину Дуг не собирается изменять. Сбор средств на новую игру от мэтра стартовал на Kickstarter.

### Графические романы(комиксы)
| Год  | Название                              | Издатель              |
| ---- | ------------------------------------- | --------------------- |
| 1991 | Они называли его Зло                  | Mockingbird Studios   |
| 1999 | Gear                                  | Fireman Press         |
| 2002 | Технологическое существо              | Top Shelf Productions |
| 2004 | Тираннозавр Рекс                      | Image Comics          |
| 2005 | Earthboy Jacobus                      | Image Comics          |
| 2006 | Ржавый Запад                          | Image Comics          |
| 2007 | Black Cherry                          | Image Comics          |
| 2007 | Флинк                                 | Image Comics          |
| 2008 | Монстры из Зоопарка                   | Image Comics          |
| 2009 | Power Up                              | Image Comics          |
| 2010 | Ghostopolis                           | GRAPHIX               |
| 2011 | Bad Island                            | GRAPHIX               |
| 2012 | Cardboard                             | GRAPHIX               |
| 2012 | Return to the Neverhood (иллюстрации) | Stunt Grafx           |

## Видеоигры
- Jurassic Park, (BlueSky Software 1993)
- Ren & Stimpy: Stimpy's Invention, (BlueSky Software, 1993)
- The Jungle Book, (Virgin Interactive, 1994)
- Earthworm Jim, (Shiny Entertainment), 1994)
- Earthworm Jim 2, (Shiny Entertainment, 1995)
- The Neverhood, (Dreamworks Enteractive, 1996)
- Skullmonkeys, (Dreamworks Enteractive, 1998)
- Boombots, (Dreamworks Enteractive, 1999)
- Armikrog, (Pencil Test Studios, 2015)

## Дискография
- When Worlds Collide
- The News at When?

## Фильмография
- Attack of the Killer Tomatoes, мультсериал
- Earthworm Jim, мультсериал
- Project G.e.e.K.e.R., мультфильм
- Mothman, кинофильм
- Koghead and Meatus, короткометражный мультфильм
- Push, Nevada, телесериал (продюсер)
- Sockbaby, короткометражный мультфильм (режиссёр и актёр озвучивания)
- Catscratch, мультсериал
- Random! Cartoons, мультфильм
- Ape Escape, серия короткометражных мультфильмов
- Phibian Mike, мультфильм
- MitchBot, мультфильм
- Geekdad, мультфильм

## Озвучивание
- Random! Cartoon
- Earthworm Jim — червяк Джим
- The Neverhood — робот Бил, Клогг, Хоборг

## Личная жизнь
Женат на Энджи Тен-Нэйпел, имеет четыре дочери. В настоящее время проживает с семьёй в Глендейле, Калифорния.

## Взгляды
Поддержал сторонников запрета однополых браков.